# Kléber Dupuy
Kléber Dupuy, né le 27 juin 1892 à La Teste-de-Buch (Gironde) et mort le 16 octobre 1966 à Talence (Gironde), inhumé dans le caveau familial à La Teste-de-Buch est un officier français. Il est surtout connu pour son rôle dans la défense du fort de Souville lors de la bataille de Verdun en juillet 1916.

## Biographie
Kléber Dupuy est originaire d’une famille d’ostréiculteurs. Il obtient son certificat d’études, puis suit le cours complémentaire et réussit son brevet en 1908. Il entre ensuite à l’École normale primaire de Gironde où il obtient son diplôme d'instituteur en 1912. Il enseigne à Le Teich.

### Service militaire et guerre
Kléber Dupuy est appelé en octobre 1913 pour faire son service militaire au 9e RI. Il est nommé caporal le 5 juillet 1914. Lorsque la guerre éclate, il participe aux combats, notamment à la bataille de la Marne où il est blessé, le 7 septembre 1914, par l’explosion d’obus de gros calibre. En 1915, il est muté au 7e RI et devient sous-lieutenant à titre temporaire le 30 avril 1915, puis à titre définitif.

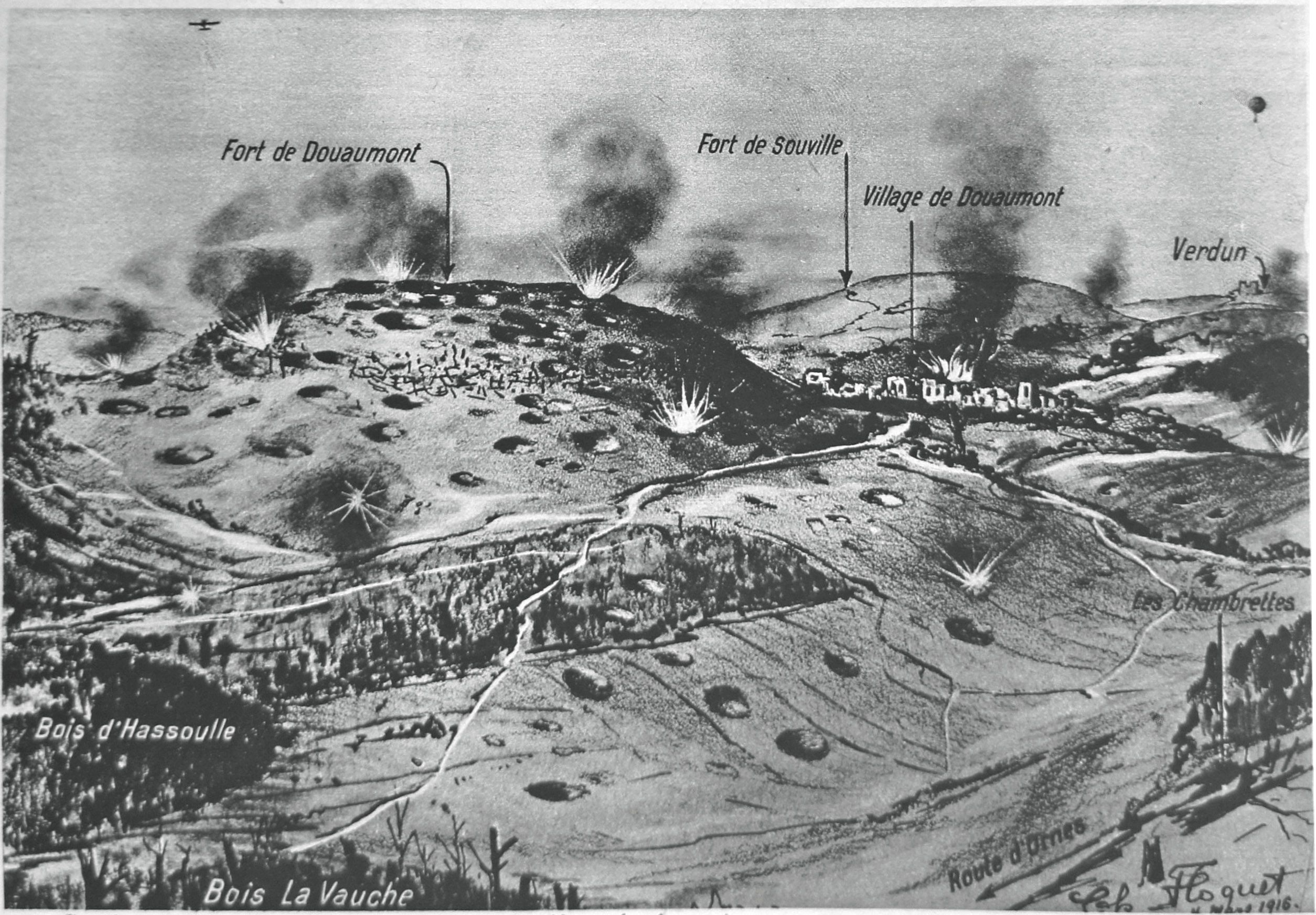
Carte du fort de Souville et de ses environs (Le Miroir, 1916).

### Les combats au fort de Souville
Après la chute des forts de Douaumont et de Vaux, le fort de Souville est le dernier rempart avant la ville de Verdun située à 3,8 km de distance. Le 11 juillet 1916, la compagnie à laquelle appartient Kléber Dupuy reçoit l’ordre de renforcer les troupes des carrières de Vaux-Chapitre. Kléber Dupuy fait le choix de prendre la défense du fort de Souville : « Ici tout est bouleversé. Le commandant du fort est intoxiqué, la garnison est hors de combat. Sauf ordre contraire, je reste au fort et j’en assume la défense. » permettant ainsi de préserver le fort.

### Retour à la vie civile
Kléber Dupuy reprend son métier d’instituteur à Bordeaux, mais la station debout lui est pénible et il passe le concours de chef de service administratif du comité départemental d’assistance aux mutilés et veuves de guerre de la Gironde, en septembre 1923. Il dirige cet office des anciens combattants jusqu’à sa retraite en 1957. Il meurt en 1966

## Hommages et distinctions
- La promotion 2019-2020 du 4ème Bataillon de l'Ecole Spéciale Militaire de Saint-Cyr est baptisée "Capitaine Kléber Dupuy".

- Le 13 juillet 1969, une stèle est inaugurée à Fleury-devant-Douaumont, en présence du Dr Louis Conte, de l’adjudant Guisnier et du sergent-major Gaston Comte, anciens combattants lors de la défense du fort de Souville les 11 et 12 juillet 1916. L'inscription sur la stèle indique que « le 12 juillet 1916, le fort de Souville, dernier obstacle sur la route de Verdun, résista victorieusement pendant dix heures aux assauts furieux et répétés de l’ennemi. Gloire au lieutenant Kléber Dupuy et à ses soldats de la 3e compagnie du 7e R.I.». Le drapeau de la 3e Cie est remis au Mémorial de Verdun par son épouse Renée Kléber Dupuy. Le manuscrit original du tableau d’honneur de la 3e Cie, pendant la Première Guerre mondiale (302 citations) a été remis au Mémorial de Verdun par son neveu Jean-Louis Dupuy qui a remis les médailles de Kléber Dupuy à la ville de La Teste-de-Buch le 11 novembre 1992.

- Une rue de La Teste de Buch (Gironde) et de Bordeaux porte son nom.

- Croix de guerre 1914-1918[3]
- 1946 : Grand-officier de la Légion d'honneur[3]